# Gruendler-Gletscher
Der Gruendler-Gletscher ist ein Gletscher in den Victory Mountains im ostantarktischen Viktorialand. Er fließt von den Nordhängen des Malta-Plateaus nahe dem Mount Hussey in nördlicher Richtung zum Trainer-Gletscher.
Der United States Geological Survey kartierte ihn anhand geodätischer Vermessungen und mithilfe von Luftaufnahmen der United States Navy zwischen 1960 und 1964. Das Advisory Committee on Antarctic Names benannte ihn 1970 nach James D. Gruendler, Mitglied der Mannschaft des United States Antarctic Research Program, die von 1967 bis 1968 glaziologische Untersuchungen auf der Roosevelt-Insel unternahm.